# Brian Perez
Brian Perez (Gibilterra, 16 settembre 1986) è un calciatore gibilterriano, centrocampista del Mons Calpe.

## Biografia
Non essendo un calciatore professionista, quotidianamente svolge la professione di elettricista.

## Carriera
Il 7 settembre 2014 debutta con la maglia della nazionale gibilterriana, scendendo in campo contro la Polonia, in un match conclusosi 7-0 a favore dei polacchi.